# Az ember néha téved
Az ember néha téved 1938-ban bemutatott fekete-fehér magyar film Gaál Béla rendezésében.

## Cselekmény
Illés bácsi, rádiókészülék boltos (Gózon Gyula) bajban van, mert nem tudja fizetni a rádiógyár által nyújtott hitelt, így boltjának bezárása fenyegeti. Két éve 5600 pengővel tartozik, azóta nem fizetett, mivel kevés a boltban a vevő és a forgalom. Anna, a leánya (Tőkés Anna) elvállalja, hogy beszél a gyár ügyvédjével, Dr. Pap Jánossal (Csortos Gyula), és kéri tőle, hogy adjanak haladékot a fizetésre. Az ügyvéd nem ígér semmit, de megtetszik neki a fekete hajú fiatal, csinos leány, hevesen és durván udvarolni kezd neki, mire a lány ellöki magától, és a szemébe vágja, hogy „kövér, öreg és csúnya az ügyvéd úr”, majd elrohan. Az ügyvéd tisztában van saját magával, így nem veszi túlságosan zokon, sőt, vesz egy brosst Annának 10.000 pengőért és egy mozijegyet a Pannónia moziba. Anna elmegy megnézni a filmet, és a brosst a ruháján viseli.
Anna mellett egy gyanús külsejű, zilált hajzatú egyén ül, aki szemet vet a brossra, és a film vége előtt kimegy a moziból. Anna észreveszi, hogy a bross eltűnt.  A gyanús külsejű mellett ülő, kövér úriember előadás közben levette a cipőit, és azok is eltűntek.
Pákay András, a rádiógyár igazgatója (Páger Antal) 20 éves érettségi bankettjét ünnepli egykori diáktársaival és volt tanáraikkal. A találkozó végén még több italozóhelyre betér a barátaival.
A rendőrség egyik detektívje észreveszi Zömök Lajos bűnöző egyént az egyik asztalnál (Mály Gerő) és be akarja kísérni a rendőrségre kihallgatásra. Ezt megelőzően Zömök Lajos két férficipőt adott át egyik hölgyismerősének, Zizusnak (Dajka Margit), akiről tudja, hogy van három bátyja, és az egyik állás nélkül van. A detektív mellett ballagva Zömök Lajos a zakója zsebébe nyúl és észrevétlenül egy brosst csúsztat Zizus asztalára, miközben az a Jóistenhez imádkozik, hogy tegyen csodát, mert még vacsorára sincs pénze.
Zizus megörül a brossnak, megnyugszik, hogy csoda történt és elteszi a táskájába. Valahogy ide keveredik Pákay András, és egy asztalra borulva azonnal elalszik. Zizus odamegy hozzá és beszélget az alvó emberhez, de záróra miatt hamarosan távozniuk kell. Felrázzák az alvó embert, aki bemondja a nevét és a lakcímét, így Zizus haza tudja vinni taxival a részeg embert, ahol az inasa segítségével lefektetik a kanapéra. Közben Zizus táskája kinyílik és a tartalma kiborul a padlóra. Ezt nagyjából összeszedi, majd távozik.
Anna elmondja telefonon az esetet a bross eltűnéséről az ügyvédnek, aki elmegy a rendőrségre és feljelentést tesz.
Pákay András másnap felébred és észreveszi a brosstűt a szőnyegen. Az inasa elmondja neki, hogy a nagyságos urat egy csinos hölgyike kísérte haza, akinek kiborult a táskája, így eshetett ki a bross is, amit le kell adni a rendőrségen. Az inas hozzáteszi, hogy a nagyságos úr tök részeg volt, azért nem emlékszik semmire, még a hölgy kinézetére sem.
Dr. Pap János ügyvéd bejelentést tesz a rendőrségen a bross ellopásáról. A rendőrség ugyanakkor, ugyanott hallgatja ki Zömök Lajost, mint gyanúsítottat egy banki bűnesettel kapcsolatban.
Pákay a rendőrségen összefut az ügyvéddel, elmondja neki, hogy egy csinos hölgy kísérte haza és elveszthette az ékszerét a lakásban, majd átadja neki a brosst, hogy adja le a rendőrségnek. Az ügyvéd megismeri a brosst, azt hiszi, hogy Anna volt az a „hölgy” és azonnal szakít vele. Anna visszaadja az ügyvédnek a tőle kapott gyűrűt.
Zizus felkeresi Pákayt és kéri tőle vissza a brosst, mert rájön, hogy valahogy ott maradhatott. Pákay összezavarodik, de Demeter, az inasa megerősíti, hogy ez a szőke hölgy támogatta haza Pákayt és más hölgy nem volt. Pákay megadja Zizusnak az ügyvéd nevét és címét, hogy nála érdeklődjön a bross felől.
Anna felkeresi a rádiógyárat és az igazgatóval szeretne beszélni, de mivel ő nincs bent, ezért felhívatja a titkárnőjével. Pákay otthon van és előzőleg megtiltotta, hogy munkahelyi ügyekkel otthon hívogassák, így igen mérges, amikor megtudja, hogy mégis emiatt keresi valami reklamáló ügyfél. Anna elmondja, hogy az apja már nyolc alkalommal járt a gyárban, hogy az igazgatóval beszéljen, de mindig csak az előszobáig jutott. Anna haladékot kér az üzlet számára, különben tönkremennek. Az igazgató szerint az egész dolog az ügyvédre tartozik, ő intézi az ilyen ügyeket. Majd sértegetni kezdik egymást és lecsapják a telefont. Előtte Anna „megígéri” neki, hogy egy kutyakorbáccsal fogja ezért végigverni, ahol éri, és jegyezze meg jól az Illés Anna nevet.
Pákay felhívja az ügyvédet és az ügyvéd volt barátnője felől érdeklődik. Ő elmondja neki, hogy Illés Anna a neve, és a rádióboltos az apja.
Ekkor váratlan fordulat következik: Pákay odamegy a kocsijával az Illés rádióbolt elé, és megvárja Annát. Nem mutatkozik be, csak annyit mond, hogy az ügyvédnél találkoztak, ahol Anna azt állította, hogy ő volt éjjel a férfi lakásában.  Pákayt érdekli, hogy mi okból mondta ezt, mivel közben számára kiderült, hogy Anna nem lehetett ott. Anna nem mondja el az igazi okot (hogy bosszút akart állni az ügyvéden), és azt mondja, hogy rengeteg dolga van, első sorban egy kutyakorbácsot akar venni. Pákay felajánlja, hogy elviszi a kocsijával, és meg is veszi neki a legnagyobb méretű korbácsot. Anna ezután a rádiógyárhoz szeretne menni, így Pákay odafuvarozza. Az „igazgató” (maga Pákay) természetesen nincs bent az irodában. Annának ezután elmegy a kedve a bosszútól, így Pákay ide-oda viszi Budapesten, majd egy kicsit megpihennek egy zöld környezetben. Anna elpanaszolja neki, nem bírja nézni, ahogy az apja szenved, így Pákay megígéri neki, hogy elrendezi ezt a problémát, csak egy kis időt kér.
Illés bácsi aggódik a lánya miatt, hogy még nem tért vissza az üzletbe fél háromig.
Zizus felkeresi az ügyvéd irodáját, de többször elkerülik egymást. Zizus a fáradtságtól elalszik a fotelban. Amikor végre találkoznak, az ügyvédnek sürgősen a rendőrségre kell mennie.
Pákay és Anna leülnek egy kávézóban. Pákay azt mondja, hogy felhívta a rádiógyárat, de az igazgató napokig nem lesz bent, majd átad Annának egy köteg pénzt, hogy azzal rendezze az adósságot. Anna nem akarja elfogadni a nagylelkű ajándékot, így egy darabig ide-oda tologatják a pénzt, végül Pákay beteszi Anna táskájába, és azt mondja neki, hogy elviszi a szívtelen igazgató lakására.
A rendőrségen Zömök Lajos bevallja, hogy ő lopta el a brosst egy csinos, fekete hajú hölgytől a moziban – az ügyvédnek azért kellett bemennie a rendőrségre, hogy szembesítsék vele. Hozzáteszi, hogy a brosst az elfogása előtt Zizus asztalára tette.
Pákay és Anna megérkeznek az igazgató villájához, ahol Pákay biztatja Annát, hogy adja át a pénzt az igazgatónak és a kölcsönt le lehet zárni. Anna váratlanul egy puszit nyom a szájára. Az inas leülteti Annát az előszobában (előzőleg Pákay bizonyára felhívta telefonon, hogy mondja azt, ő otthon van).
Ugyanekkor érkezik ide Illés bácsi és segédje, Ilonka Ernő, hogy beolvassanak az igazgatónak.
Demeter, az inas kinyitja az igazgató dolgozószobájának ajtaját, így mindhárman beláthatnak. Anna döbbenten áll, amint rájön, hogy a délutáni gáláns lovagja valójában a szívtelen igazgató, majd átadja neki a pénzt. Illés bácsi azért van felháborodva, mert azt hiszi, hogy a lánya titokban találkozott az igazgatóval. Pákay rájátszik erre, és azt mondja, hogy „igen”, majd hozzáteszi, hogy „tudja a kötelességét”.
Megérkezik az ügyvéd Zizussal, ők is megerősítik, hogy Zizus támogatta haza Pákayt, tehát őt volt fent a lakásán (és nem Anna). Az ügyvéd Annának adja vissza a brosst, Anna azonban nagylelkűen átadja Zizusnak. Pákay és Anna simogatják egymás kezét. Az ügyvéd rövid búcsúbeszédet mond, majd a záróakkordok alatt távozik a lakásból.

## Szereplők
- Illés bácsi, rádiókészülék boltos: Gózon Gyula
- Anna, a leánya: Tőkés Anna
- Ilonka Ernő boltossegéd: Makláry Zoltán
- Rádió ének: Hajdú Eta
- Dr. Pap János ügyvéd: Csortos Gyula
- Ügyvédbojtár: Rátkai Márton
- Pákay András, a rádiógyár igazgatója: Páger Antal
- Titkárnő: Körössy Angéla
- Demeter, inas a rádiógyár igazgatójánál: Bilicsi Tivadar
- Zizus: Dayka Margit
- Zömök Lajos, tolvaj: Mály Gerő
- Detektív felügyelő: Dezsőffy László
- Osztályfőnök: Bárdy Ödön
- Sztancsek: Pethes Sándor
- Kázméri: Dénes György
- Spitzer: Tapolczay Gyula
- A kövér úr a moziban: Huszár Pufi
- Rendőrtisztviselő: Kürthy György

További szereplők:
- Antalfy Kató
- Berky József
- Földes István
- Justh Gyula
- Libertiny Éva
- Náday Ilona
- Somody Kálmán
- Vándory Géza

Történik 1937-ben Budapesten.